# David Roldán Lara
Svatý David Roldán Lara (2. března 1902, Chalchihuites – 15. srpna 1926, Chalchihuites) byl mexický římskokatolický laik a mučedník.

## Život
Narodil se 2. března 1902 v Chalchihuites jako syn Pedra Roldána Revelese a Reinaldy Lara Granados. Pokřtěn byl o měsíc později v místním kostele sv. Petra. Když mu byl jeden rok zemřel mu otec. Navštěvoval katolickou školu a sloužil jako ministrant. Poté začal studovat v semináři v Durangu. Zanedlouho musel odejít ze studií kvůli těžké finanční situaci jeho rodiny. V této době se stal spolupracovníkem otce Luise Batize Sáinze.
Začal pracovat jako dělník v dole El Conjuro. Zde se zamiloval do dcery majitele dolu Gustava Windela a zasnoubili se spolu. Byl členem Katolické akce, kde působil až do roku 1925 jako předseda. Dále působil jako vice-předseda Chalchihuiteské sekce Národní ligy na obranu náboženské svobody. Dne 29. července 1926 došlo k uzavření všech kostelů a zrušení všech bohoslužeb a předseda ligy Manuel Morales svolal všechny členy ligy aby projednali tento problém. Dne 15. srpna 1926 došlo k zatčení otce Luise. David, Manuel a Davidův bratranec Salvador Lara Puente odešli vyjednat před úřady propuštění otce Luise. Na úřad vtrhli vojáci a zatkli tyto tři laiky. Poté je odvezli na místo zvané Puerto de Santa Teresa a zde jím byla nabídnuta svoboda, pokud uznají vládu a zákony Plutarca Elíase Callese, oni odmítli a byli na místě zastřeleni. Jejich těla byli odneseny obyvateli Chalchihuites a pohřbeny na městském hřbitově. Poté byli přesunuty do farního kostela.

## Proces svatořečení
Jeho proces blahořečení byl započat 22. srpna 1960 v arcidiecézi Guadalajara a to ve skupině Cristobal Magallanes Jara a 24 společníků. Dne 7. března 1992 uznal papež Jan Pavel II. jejich mučednictví. Blahořečeni byli 22. listopadu 1992 v bazilice sv. Petra papežem Janem Pavlem II. Dne 28. června 1999 uznal papež zázrak uzdravení na jejich přímluvu. Svatořečeni byli 21. května 2000 na Svatopetrském náměstí papežem Janem Pavlem II.